# Шумейков
Шуме́йков (укр. Шумейків) — село, расположенное на территории Бахмачского района Черниговской области (Украина).
Население составляет 9 жителей (2014 год). Плотность населения — 20 чел/кв.км.
Впервые упоминается в 1933 году.
Село Шумейков находится примерно в 7 км к юго-востоку от центра города Бахмач. Средняя высота населённого пункта — 149 м над уровнем моря. Село находится в зоне умеренного умеренно континентального климата.
Национальный состав представлен преимущественно украинцами, конфессиональный состав — христианами.